# Cyrano (Film)
Cyrano ist ein Musical-Drama von Joe Wright, das Anfang September 2021 beim Telluride Film Festival seine Premiere feierte und am 25. Februar 2022 in die US-Kinos kam.

## Handlung
Cyrano de Bergerac ist nicht nur seiner Zeit voraus, sondern auch gleichermaßen mit der Schreibfeder und dem Degen begabt. Aufgrund seiner äußeren Erscheinung ist der kleinwüchsige Cyrano jedoch davon überzeugt, dass die schöne Roxanne seine Liebe niemals erwidern wird. Er bringt es einfach nicht übers Herz, ihr seine Gefühle zu gestehen. Als sie ihm eines Tages anvertraut, dass sie sich in den gutaussehenden Kadetten Christian verliebt hat, hilft er ihm, Roxanne zu umwerben, indem er in seinem Namen emotionale Briefe an sie schreibt.
Zunächst gelingt dieses Manöver: Roxanne verliebt sich unsterblich in Christian, den sie nicht nur für attraktiv, sondern auch für einen begnadeten Poeten hält. Gefahr droht jedoch von dem einflussreichen Duc de Guiche, der Roxanne für sich beansprucht. Da sie sein Begehren nicht erwidert, stellt der Herzog sie vor die Wahl – ihn heiraten oder seine Mätresse werden. Roxanne entscheidet sich stattdessen in einer Nacht-und-Nebel-Aktion zur Trauung mit Christian. Das bricht Cyrano fast das Herz, de Guiche dagegen ordnet voller Wut an, dass die Garde, in der Christian und Cyrano dienen, mit sofortiger Wirkung an die Kriegsfront versetzt wird. Nach mehreren Monaten im Feld wird die Einheit von dem rachsüchtigen Herzog auf ein Himmelfahrtskommando geschickt. Kurz vor dem Abmarsch stellt Christian Cyrano zur Rede und der gesteht seine Liebe zu Roxanne. Beim Gefecht wird Christian tödlich verwundet. Bevor er stirbt, fordert er von Cyrano, dass dieser Roxanne die Wahrheit gesteht, damit sie ihre Wahl selbst treffen kann. Doch dazu ist Cyrano nicht fähig, stattdessen steckt er seinen eigenen Abschiedsbrief in die Tasche des toten Christian, woraufhin der Brief in dessen Namen Roxanne zugestellt wird.
Drei Jahre später hat Cyrano den Kriegseinsatz zwar überlebt, doch schwer gezeichnet. Im Wissen, dass er nicht mehr lange zu leben hat, sucht er Roxanne in dem Kloster auf, in dem sie nun lebt und gesteht ihr seine Liebe. In der Schlussszene stirbt er in ihren Armen, mit den letzten Worten, er habe stets seinen Stolz geliebt.

## Produktion

### Stab, Besetzung und Synchronisation
| Darsteller        | Synchronsprecher   | Rolle   |
| ----------------- | ------------------ | ------- |
| Peter Dinklage    | Claus-Peter Damitz | Cyrano  |
| Haley Bennett     | Muriel Bielenberg  | Roxanne |
| Bashir Salahuddin | Milton Welsh       | Le Bret |
| Joshua James      | Rainer Fritzsche   | Valvert |

Der Film basiert auf dem Versdrama Cyrano de Bergerac von Edmond Rostand aus dem Jahr 1897. Dieses wurde von Erica Schmidt für den Film adaptiert. Regie führte Joe Wright.
Peter Dinklage spielt in der Titelrolle Cyrano, Kelvin Harrison Jr. spielt Christian und Haley Bennett ihre gemeinsame Liebe Roxanne. Ben Mendelsohn ist in der Rolle von De Guiche zu sehen.
Die deutsche Synchronisation entstand nach einem Dialogbuch und der Dialogregie von Christoph Cierpka.

### Dreharbeiten, Filmschnitt und Kostüme
Außenaufnahmen wurden im historischen Zentrum von Noto in Sizilien gedreht, mit dem Palazzo Castelluccio, dem Palazzo Nicolaci und der Chiesa dell’Immacolata, sowie am Ätna und in Ragusa.
Für Seamus McGarvey war es nach Abbitte der vierte gemeinsame Spielfilm mit Joe Wright und für Editor Valerio Bonelli war es die dritte Zusammenarbeit mit dem Regisseur. McGarvey filmte mit einer Arri Alexa LF und Leitz Prime Lenses. Der mehrfach ausgezeichnete italienische Kostümbildner Massimo Cantini Parrini schuf die Kostüme, Fechtmeister war der italienische Stuntman Massimiliano Ubaldi.

### Filmmusik und Soundtrack
Die Musik stammt von Aaron und Bryce Dessner (* 1976), den Komponisten des Musicals Cyrano, das 2018 im Norma Terris Theatre in Chester, Connecticut (USA) uraufgeführt wurde und auf dem der Film beruht. Die Songtexte schrieb Matt Berninger. Es spielt die Indie-Rock-Band The National, der Berninger und die Dessners angehören. Anfang Oktober 2021 veröffentlichte Decca Records mit Someone to Say den ersten Song aus dem Soundtrack-Album. Anfang Dezember 2021 folgte der Song Somebody Desperate. Das komplette Soundtrack-Album mit insgesamt 27 Songs und Musikstücken wurde wenige Tage später als Download veröffentlicht. Am 14. Januar 2021 soll es auch auf Vinyl erscheinen.

### Marketing und Veröffentlichung
Die Weltpremiere erfolgte am 2. September 2021 beim Telluride Film Festival. Am 25. bzw. 31. Dezember 2021 sollte der Film ursprünglich in die US-Kinos kommen, jedoch wurde die Veröffentlichungsstrategie von United Artists im November 2021 hinsichtlich der Oscar-Verleihung optimiert. Geplant war zunächst ein limitierter Start in Los Angeles, um für die Awards gelistet zu werden. Letztlich wurde der Starttermin auf den 25. Februar 2022 festgelegt. Am 3. März 2022 startete der Film in Deutschland und in der Deutschschweiz.

### Frühere Verfilmungen
Nach der ersten Verfilmung des Versromans, der Stummfilm Cyrano de Bergerac von 1922 mit Pierre Magnier (1869–1959) als Cyrano folgte eine Reihe weiterer Verfilmungen, darunter der mit einem Oscars und einem Golden Gloebe ausgezeichnete Film Der letzte Musketier von 1950 mit Mel Ferrer in der Hauptrolle oder Cyrano von Bergerac von 1990 mit Gérard Depardieu als Cyrano. In der deutschen Musikkomödie Das schönste Mädchen der Welt von Aron Lehmann wird der Cyrano-Stoff in das Berlin von heute übertragen. In der Filmkomödie Roxanne von Fred Schepisi spielt die Geschichte in einer nordamerikanische Kleinstadt der Gegenwart.

## Rezeption

### Kritiken
Der Film konnte bislang 85 Prozent der bei Rotten Tomatoes aufgeführten Kritiker überzeugen bei einer durchschnittlichen Bewertung von 7,3 von 10 möglichen Punkten. Bei Metacritic kommt er auf einen Metascore von 69/100.
Manche der Lieder von Bryce und Aaron Dessner mit Texten von Matt Berninger und Carin Besser seien ganz nett, andere blieben allerdings nicht im Ohr, doch Peter Dinklage stelle mit seinem Gesang einmal mehr seine Ausstrahlung, Kraft und Vielseitigkeit unter Beweis, so Stephen Farber von The Hollywood Reporter. Auch die magnetische Haley Bennett habe eine schöne Singstimme, die besonders bei den romantischen Balladen zum Tragen kommen, und der stets zuverlässige Ben Mendelsohn liefere als schurkischer De Guiche ein musikalisches Manifest, das durchaus überzeugend ist. Farber merkt jedoch an, auch wenn heutzutage die Besetzung in Theater und Film im Allgemeinen „farbenblind“ erfolge, was auch akzeptiert werde, stimme in dieser Hinsicht bei dieser Neuinterpretation von Cyrano etwas nicht. Der von dem schwarzen Schauspieler Kelvin Harrison Jr. verkörperte Christian könne mit seiner Stimme überzeugen und sehe gut aus, doch verursache diese Rolle innerhalb einer überwiegend weißen Besetzung ein gewisses Unbehagen, das die Filmemacher möglicherweise nicht ganz bedacht haben. In der Geschichte braucht dieser einen brillanten weißen Cyrano, um artikulierte, beredte Liebesbriefe zu schreiben, weil er hierzu selbst nicht in der Lage ist, was leicht ein paar Bedenken aufkommen lassen könne.
Von der Deutschen Film- und Medienbewertung wurde Cyrano mit dem Prädikat Besonders wertvoll versehen. In der Begründung heißt es, Wright gelinge es, den Film erstaunlich organisch fließen zu lassen. Die romantische Geschichte von der anmutigen Frau, die die innere Schönheit mit der äußeren verwechselt und so den falschen Mann heiratet, werde sehr berührend erzählt. Bei den Kriegsszenen traue er sich dann, mit einer ganz anderen Palette zu arbeiten. Von den bunten Farben und dem sommerlichen Licht des Barock wird hier zu düsteren, grauen Bildern gewechselt, und dieser Kontrast lasse die Schrecken des Krieges erstaunlich intensiv spürbar werden.

### Auszeichnungen (Auswahl)
British Academy Film Awards 2022
- Nominierung als Bester britischer Film

Critics’ Choice Movie Awards 2022
- Nominierung als Bester Hauptdarsteller (Peter Dinklage)

Golden Globe Awards 2022
- Nominierung in der Kategorie Musical or Comedy
- Nominierung als Bester Schauspieler (Peter Dinklage)

Oscarverleihung 2022
- Nominierung für das Beste Kostümdesign (Massimo Cantini Parrini)

Rome Film Festival 2021
- Nominierung im Hauptwettbewerb[24]

Satellite Awards 2021
- Nominierung als Beste Filmkomödie
- Nominierung als Bester Hauptdarsteller – Komödie (Peter Dinklage)
- Auszeichnung für das Beste Kostümdesign (Massimo Cantini Parrini)[25]

Sunset Circle Awards 2021
- Nominierung als Bester Film
- Nominierung für die Beste Regie (Joe Wright)
- Nominierung für das Beste Drehbuch
- Nominierung als Bester Schauspieler (Peter Dinklage)
- Nominierung als Beste Nebendarstellerin (Haley Bennett)[26]